# Conciles de Vienne
La page conciles de Vienne répertorie les conciles et synodes diocésains qui se tiennent dans la ville d'Vienne (Vienna, Viennense), en France, au cours du Moyen Âge.

## Listes des conciles et synodes
- Assemblée des fidèles de Vienne et de Lyon, en 177 : rédaction de l'histoire des martyrs de Lyon et transmission aux Églises d'Asie[b 1] ;
- Concile vers 451 : élection du nouvel archevêque d'Arles, Ravennius[b 1] ;
- Concile en 474/475 : sous la présidence de l'archevêque de Vienne, Mamert. Mise en place de rogations (prières publiques, de jeûnes et processions) face aux fléaux frappant le royaume[b 1],[1] ;
- Concile en 870 : sous la présidence de l'archevêque de Vienne, Adon. Privilèges monastiques[b 1],[a 1] ;
- Concile en 892 : sous la présidence des légats Pascal et Jean. 4 canons[b 1],[a 2] ;
- Synode en 907 : sous la présidence de l'archevêque de Vienne, Alexandre. Règlement d'un différend entre les abbayes de Romainmôtier et Saint-Maurice d'Agaune[b 2],[2] ;
- Conciles de Vienne et de Tours en 1060 : assemblés par le légat Etienne. Le concile de Vienne se déroule en janvier. Dix canons identiques aux deux assemblées[b 2],[a 3] ;
- Concile du 16 septembre 1112 : sous la présidence de l'archevêque de Vienne, Guy. Contre les investitures et l'empereur Henri[b 2],[a 4] ;
- Concile en 1124 : sous la présidence de l'archevêque de Vienne, Pierre I[b 2], où l'on décide de frapper d'anathème tous les usurpateurs des biens ecclésiastiques[3] ;
- Concile en 1289 : sous la présidence de l'archevêque de Vienne, Guillaume de Livron/Valence. Actes non parvenus[b 2],[a 5] ;
- Concile œcuménique entre octobre 1311 et mai 1312 : convoqué par le pape Clément V à la demande du roi de France Philippe le Bel pour discuter de l'avenir de l'Ordre du Temple[b 3],[a 6] ;
- Concile en 1530 : Sur la discipline ecclésiastique[b 4],[a 5] ;
- Concile en 1557 : 14 statuts sur les mœurs[b 4],[a 7].